# Isetta
Isetta (1955-1962) — легковий автомобіль особливо малого класу, що випускався в повоєнний час. Isetta був одним з найуспішніших мікроавтомобілів, які випускалися в період після Другої світової війни, в роки, коли дешевий транспорт для коротких відстаней був найнеобхіднішим. Незважаючи на те, що конструкцію було створено в Італії, вона була побудована в ряді країн, у тому числі Іспанії, Бельгії, Франції, Бразилії, Німеччині та Великій Британії. Завдяки формі яйця і вікнам-міхурам, він став відомий як автомобіль-міхур, цю назву пізніше запозичили інші аналогічні транспортні засоби.

## Історія
Велика автомобілебудівна компанія BMW після Другої світової війни опинилася в занепаді. З п'яти заводів цієї фірми чотири опинилися на території, підконтрольній Радянської військової адміністрації в Німеччині, а завод у Мюнхені був сильно пошкоджений внаслідок бомбардувань. До того ж, командування союзників, на відміну від зацікавленої в масових постачаннях автотранспорту за репараціями радянської адміністрації на сході Німеччини, заборонило BMW займатися випуском автомобілів. Лише в 1951 році BMW виробило свій перший післявоєнний автомобіль - BMW 501, але він виявився дуже дорогим і не мав успіху на ринку. Над BMW нависла загроза банкрутства. До 1955 року ситуація стала катастрофічною і компанія терміново мала знайти рішення.
В цей же час в Італії було налагоджено випуск невеликих машин під назвою «Ізетта». Ця машина була дуже не схожа на всі інші. За своєю формою вона була схожа на міхур, ніж на автомобіль. Посадка здійснювалася через єдині двері, які відчинялися попереду, при цьому кермо рухалося разом з дверима.

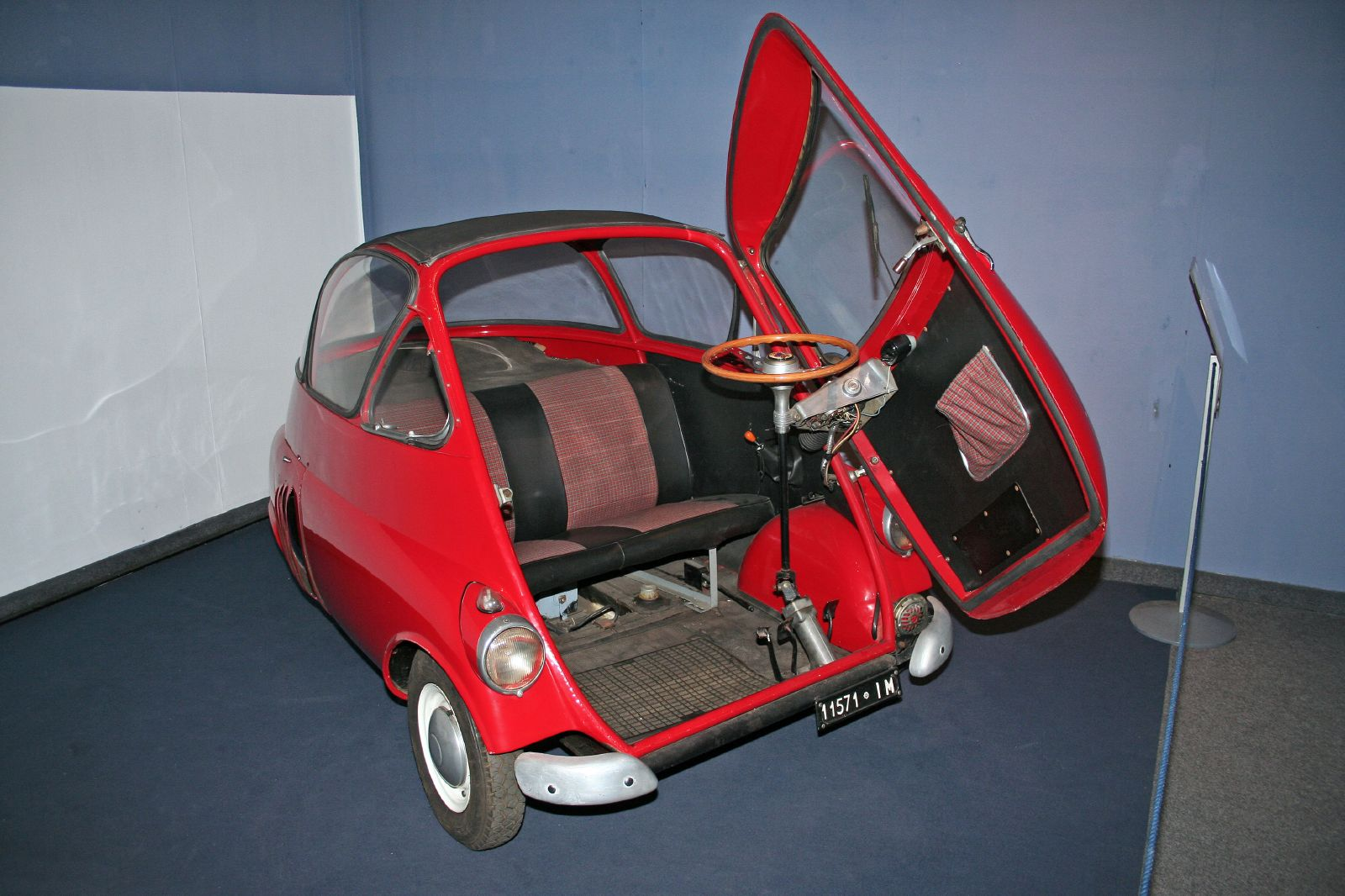
Кермо рухалось разом із дверима

Машина була розрахована лише на двох людей і мала дуже маленький двигун потужністю 9,5 к. с. Найбільше цей автомобіль був схожий на мотоколяску та не мав задньої передачі. 1955 року італійський виробник «Ізетти» вирішив продати ліцензію на її виробництво, щоб перейти до випуску більш престижних спортивних машин.
Компанія BMW вирішує придбати права на виробництво цього автомобіля. BMW змогла підвищити потужність двигуна "Ізетти" до 13 к. с., що сприяло збільшенню швидкості машини. "Ізетта" виявилася дуже підходящим автомобілем для міста. У 1956 році сталася Суецька криза, яка призвела до гострого дефіциту бензину. У ситуації економічна «Ізетта» виявилася досить популярною. До 1964 BMW випустив 160 000 цих автомобілів, на той час інші автомобільні фірми почали випускати машини трохи дорожче, ніж «Ізетта», але на відміну від неї, вони вже мали вигляд повноцінного автомобіля. Але незважаючи на це, очікуваного результату було досягнуто — виробництво «Ізетти» дозволило поправити фінансовий стан концерну.
За вісім років виробництва було зроблено три варіанти «Ізетти»: двомісні під індексами 250 та 300 та чотиримісний під індексом 600 (відомий також як BMW 600). Незважаючи на простість, машина була дуже надійна в технічному плані і її єдиним недоліком була погана опірність корозії.
Зараз цей автомобіль викликає у багатьох усмішку, але саме завдяки йому BMW зміг досягти великих успіхів та був врятований від банкрутства.

## Галерея

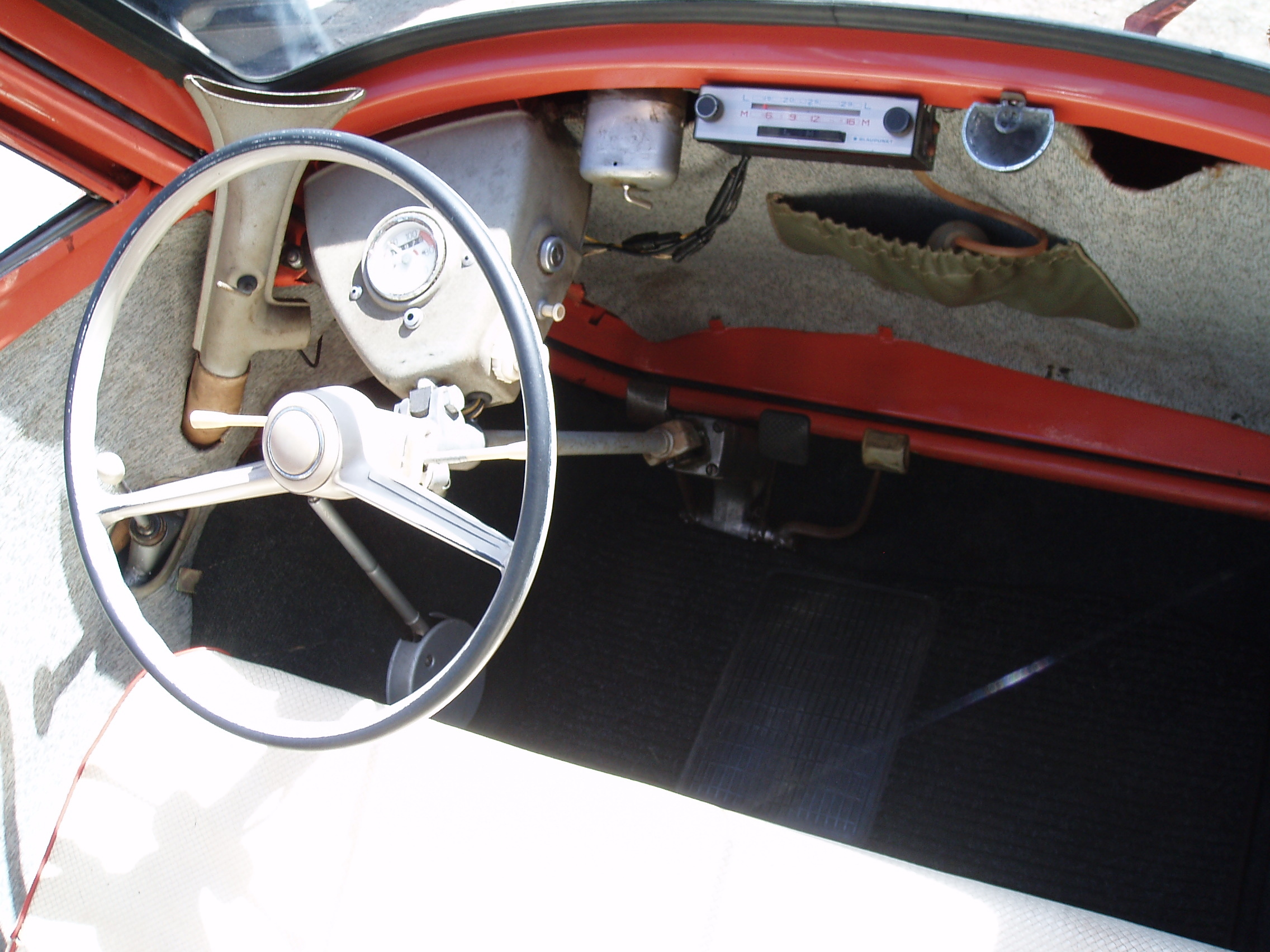
«Ізетта» 300 — панель керування
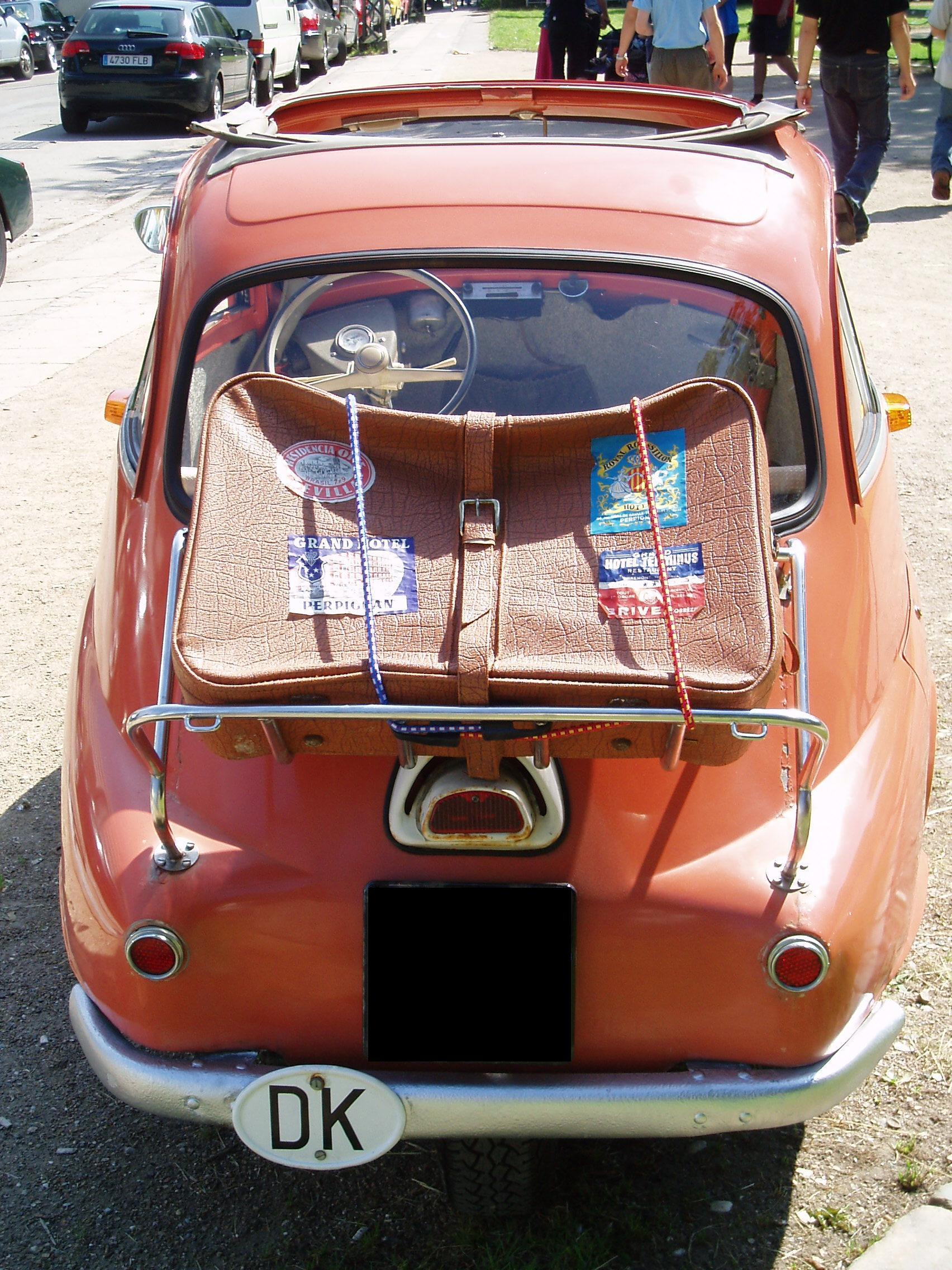
«Ізетта» 300 — вигляд ззаду
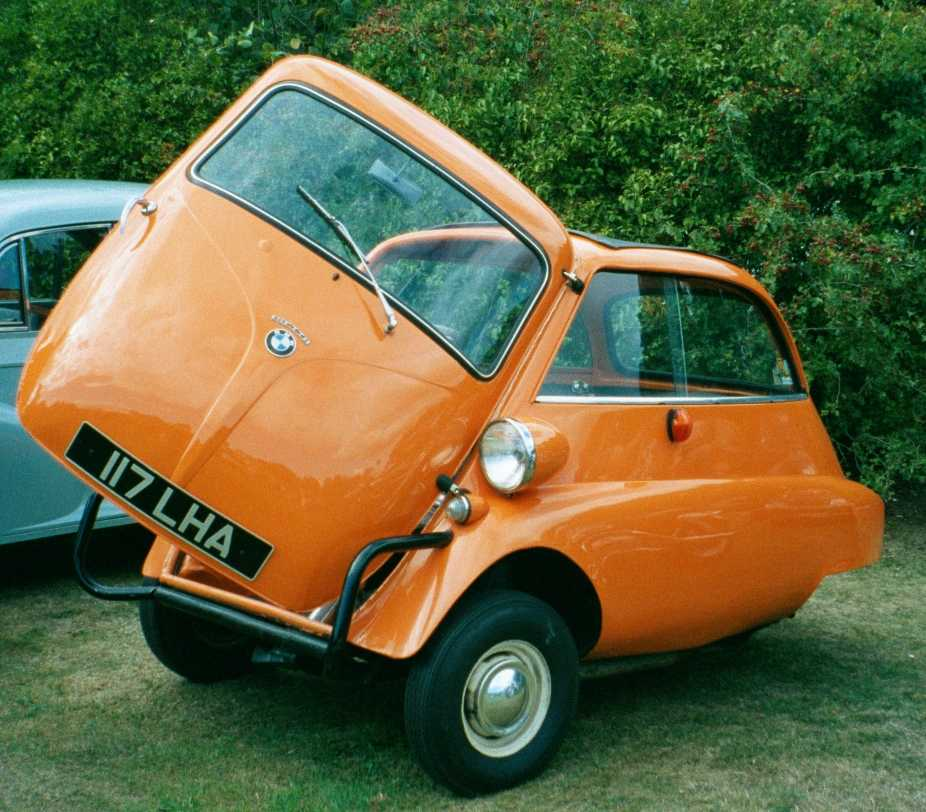
Британська триколісна Ізетта
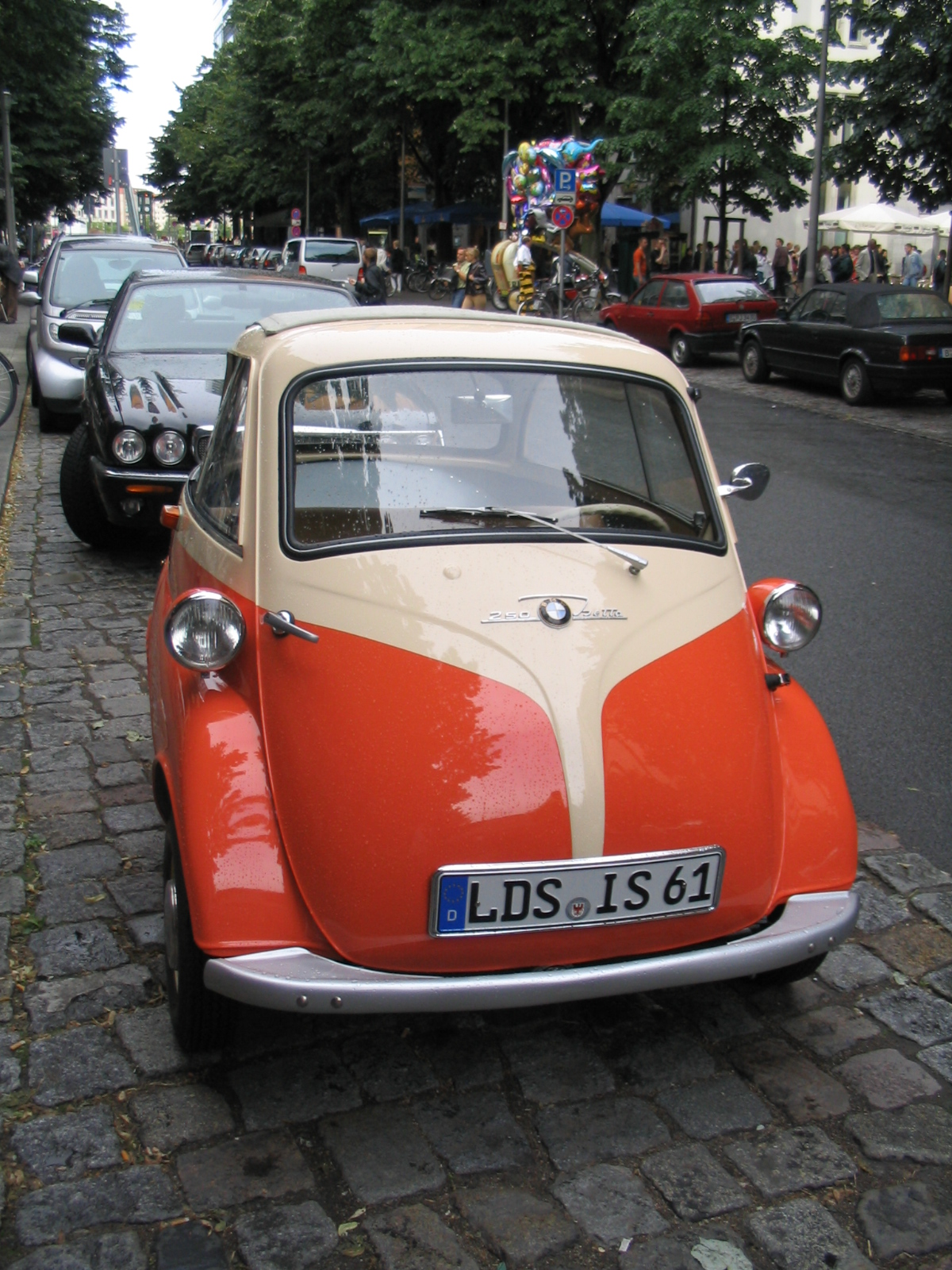
Двоколірна BMW Isetta 250
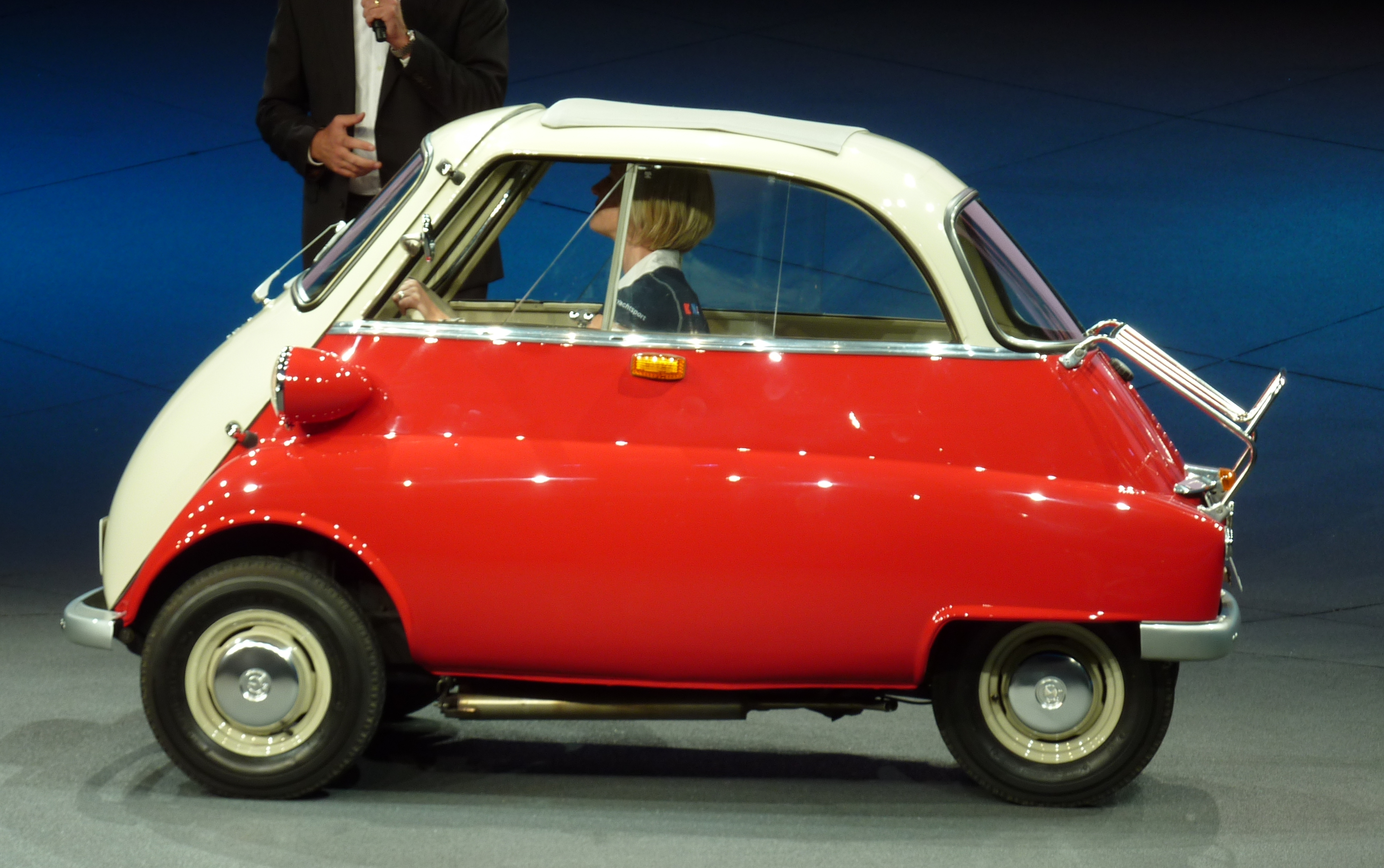
BMW-Isetta на автосалоні IAA у Франкфурті, Німеччина
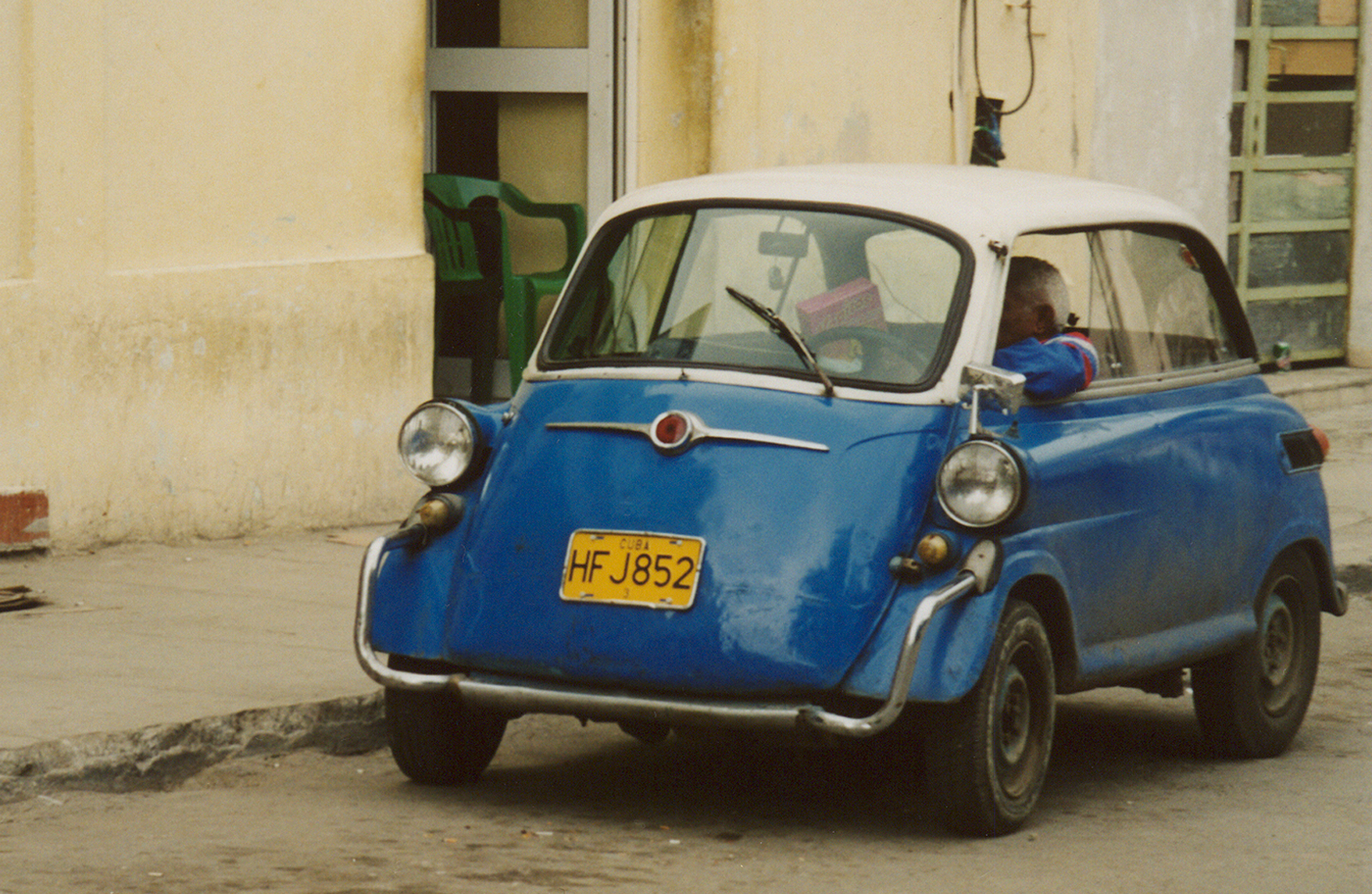
Ісетта в Гавані, Куба.